# Liste deutscher Regional- und Lokalfernsehprogramme
In dieser Liste deutscher Regional- und Lokalfernsehprogramme werden alle Fernsehprogramme zur regionalen Fernsehversorgung aufgeführt, die als reguläre Fernsehsender aufgrund eines Landesgesetzes geschaffen (öffentlich-rechtliche Sender) oder als private Sender lizenziert sind, einschließlich solcher, die lediglich in regionalen Kabelnetzen vertreten sind. Nicht in dieser Tabelle enthalten sind hr-fernsehen und SR Fernsehen, deren Sendegebiet zwar auf ein Bundesland beschränkt ist, aber dennoch überregional senden und deren überregionales Programmangebot nicht durch regionale Fensterprogramme weiter aufgespaltet wird. Alle Dritten Programme sind als überregionale Sender in der Liste deutschsprachiger Fernsehsender aufgeführt, die nach Region sortierbar ist.
| Sender                                                      | Sender | Sender                                                                                           | Sender                         | Sender                            | Sender | Sender                                | Empfang | Empfang | Bemerkung (z. B. weitere Redaktionen) |
| Programmname                                                | Logo   | Rechtsform und Sendergruppe                                                                      | Sparte                         | Sitz des Senders                  | Region | Sendestart (oder Lizenz) seit jjjj-mm | Sendegebiet | Empfangsweg (technisch)                                                                                     | Bemerkung (z. B. weitere Redaktionen) |
| ----------------------------------------------------------- | ------ | ------------------------------------------------------------------------------------------------ | ------------------------------ | --------------------------------- | ------ | ------------------------------------- | --- | --- | --- |
| Baden TV                                                    |        | PR: Baden TV                                                                                     | Regionalprogramm               | 76131 Karlsruhe                   | DE-BW  | 2011-05                               | Pforzheim, Rastatt, Baden-Baden, Bruchsal und Karlsruhe | Kabelnetze, Programmfenster im Rhein-Neckar Fernsehen (RNF)                                                 | |
| Baden TV Süd                                                |        | PR: Baden TV                                                                                     | Regionalprogramm               | 79111 Freiburg im Breisgau        | DE-BW  | 2016-04                               | Landkreis Offenburg, Landkreis Emmendingen, Landkreis Freiburg Stadt Landkreis Freiburg Land Landkreis Breisgau-Hochschwarzwald Landkreis Lörrach Landkreis Waldshut-Tiengen | Kabelnetze in Baden-Württemberg                                                                             | |
| HD Campus TV                                                |        | ÖR: Albert-Ludwigs-Universität Freiburg                                                          | Uni-Fernsehen                  | 79098 Freiburg im Breisgau        | DE-BW  | 2007-04                               | Baden-Württemberg | Kabel (Unitymedia in Ba-Wü)                                                                                 | Kooperationspartner (und teilweise Programmzulieferer) sind HDC Magazin (Freiburg), uni.tv freiburg, extraHertz Karlsruhe, Campus-TV Tübingen, stufe Stuttgart, HS Offenburg (Hochschule Offenburg), GLF Campus TV Furtwangen, HD Campus TV Mannheim, SRH Heidelberg (Hochschule Heidelberg), Campus TV Reutlingen und SRH Hochschule für Wirtschaft und Medien Calw                                     |
| filstalwelle                                                |        | PR: filstalwelle                                                                                 | Regionalprogramm               | 73037 Göppingen                   | DE-BW  | 2008-08                               | Baden-Württemberg | Kabelnetz der Unitymedia (Ba-Wü); Livestream auf Webseite                                                   | |
| KraichgauTV                                                 |        | PR: egghead Medien                                                                               | Regionalprogramm               | 76646 Bruchsal                    | DE-BW  | 2007                                  | Bruchsal, Bretten, nördlicher Landkreis Karlsruhe | Kabelnetz der Unitymedia (Ba-Wü)                                                                            | |
| L-TV                                                        |        | PR: L-TV Landesfernsehen                                                                         | Regionalprogramm               | 71636 Ludwigsburg                 | DE-BW  | 2000-09                               | Heilbronn, Aalen | Kabelnetz der Unitymedia (Ba-Wü), Satellit (nicht vollständig)                                              | |
| Regio TV Bodensee                                           |        | PR: Regio TV                                                                                     | Regionalprogramm               | 88212 Ravensburg                  | DE-BW  | 2001-05                               | Bodensee, Schwarzwald-Baar-Heuberg | Kabelnetz der Unitymedia (Ba-Wü), Satellit (gemeinsames Programm aller regionalen Fernsehsender)            | Außenstudios in Konstanz und Tuttlingen. zuvor Euro 3 |
| Regio TV Rostock                                            |        | PR: Regio TV                                                                                     | Regionalprogramm               | 18059 Rostock                     | DE-MV  | 2023-02                               | Großraum Rostock | Kabelnetze                                                                                                  | |
| Regio TV Schwaben                                           |        | PR: Regio TV                                                                                     | Regionalprogramm               | 89073 Ulm                         | DE-BW  | 2006-09                               | Ulm, Neu-Ulm, Aalen, Biberach | Kabelnetz der Unitymedia (Ba-Wü), Satellit (gemeinsames Programm aller regionalen Fernsehsender)            | |
| Regio TV Stuttgart                                          |        | PR: Regio TV                                                                                     | Regionalprogramm               | 70376 Stuttgart                   | DE-BW  | 1995-01                               | Region Stuttgart | Kabelnetz der Unitymedia (Ba-Wü), Satellit (gemeinsames Programm aller regionalen Fernsehsender)            | |
| Rhein-Neckar Fernsehen                                      |        | PR: Rhein-Neckar Fernsehen                                                                       | Regionalprogramm               | 68167 Mannheim                    | DE-BW  | 1986-11                               | Rhein-Neckar-Dreieck | Kabelnetze in Baden-Württemberg, Rheinland-Pfalz und Hessen                                                 | |
| RTF.1                                                       |        | PR: Klarner Medien                                                                               | Regionalprogramm               | 72800 Eningen unter Achalm        | DE-BW  | 1999-11                               | Region Neckar-Alb (Landkreise Landkreis Reutlingen, Landkreis Tübingen und Zollernalbkreis) | Analoges und digitales Kabelfernsehen bei Unitymedia (Ba-Wü) im Netz Reutlingen                             | |
| SWR Fernsehen BW                                            |        | ÖR: SWR (ARD)                                                                                    | Vollprogramm (regional)        | 70190 Stuttgart                   | DE-BW  | 1969                                  | Baden-Württemberg | DVB-T, Satellit (Astra), Kabelnetze                                                                         | zuvor Südwest 3 als Gemeinschaftsprogramm von SDR, SWF und SR, bis zum 10. September 2006 als Südwest Fernsehen bekannt. Heute mit den Regionalversionen SWR Baden-Württemberg und SWR Rheinland-Pfalz; HD seit dem 30. April 2012 |
| augsburg.tv                                                 |        | PR: Augsburger Fernsehfenster                                                                    | Regionalprogramm               | 86167 Augsburg                    | DE-BY  | 2007-01                               | Schwaben | Kabelnetze                                                                                                  | hieß früher TV Augsburg |
| BR FS Nord                                                  |        | ÖR: BR, Studio Franken (ARD)                                                                     | Vollprogramm (regional)        | 90431 Nürnberg                    | DE-BY  | 1978-10                               | Franken | DVB-T, Satellit (Astra), Kabelnetze                                                                         | auf Sendung seit dem 22. September 1964; wochentägliche Regionalsendungen seit dem 22. Juni 2008 (ab 1978 bereits 1 × wöchentlich Frankenschau); HD seit dem 30. April 2012 |
| BR FS Süd                                                   |        | ÖR: Bayerischer Rundfunk (ARD)                                                                   | Vollprogramm (regional)        | 80335 München                     | DE-BY  | 1978-10                               | Regierungsbezirke Schwaben, Ober- und Niederbayern, Oberpfalz | DVB-T, Satellit (Astra), Kabelnetze                                                                         | auf Sendung seit dem 22. September 1964; wochentägliche Regionalsendungen seit dem 22. Juni 2008 (ab 1978 bereits 1 × wöchentlich Aus Schwaben und Altbayern); HD seit dem 30. April 2012 |
| Niederbayern TV Deggendorf-Straubing                        |        | PR: Niederbayern TV                                                                              | Regionalprogramm               | 94469 Deggendorf                  | DE-BY  | 1995-06                               | Donau TV Magazin: Landkreise Straubing-Bogen, Dingolfing-Landau und Deggendorf; Dahoam: Gäuboden, Bayerischer Wald | Kabelnetze, Satellit Astra (gemeinsam mit anderen Sendern, Feed „Ulm-Allgäu“)                               | Regionalstudio in Straubing |
| Franken Fernsehen                                           |        | PR: TVF Fernsehen in Franken Programm                                                            | Regionalprogramm               | 90449 Nürnberg                    | DE-BY  | 1994-02                               | Mittelfranken, Neumarkt | Satellit (Astra), Kabelnetze                                                                                | |
| Herzo.TV                                                    |        | PR: Herzo.TV (AG d. lokalen Fernsehsenders Herzogenaurach)                                       | Regionalprogramm               | 91074 Herzogenaurach              | DE-BY  |                                       | Herzogenaurach | Kabelnetz der Herzo Media                                                                                   | Programmveranstalter ist ein Verein, dessen Mitglieder das Programm ehrenamtlich gestalten. |
| Niederbayern TV Landshut                                    |        | PR: Niederbayern TV                                                                              | Regionalprogramm               | 84028 Landshut                    | DE-BY  | 1989-10                               | Landshut | Kabelnetze, Satellit Astra (Feed „Niederbayern“ gemeinsam mit anderen Sendern)                              | bis zum 1. Juli 2013 als RFL; bis 2018 als Isar TV |
| ITV Coburg (mit Texttafeldienst iTV-Info)                   |        | PR: süc // dacor                                                                                 | Regionalprogramm               | 96450 Coburg                      | DE-BY  |                                       | Coburg, Rödental und Landkreis | Kabelnetze der Stadtwerke Coburg und Rödental                                                               | Internet: 10.000 Slots; aufgrund der Beteiligungsverhältnisse hat die BLM einen weisungsfreien Programmverantwortlichen bestellt. |
| Kulmbach TV                                                 |        | PR: KAMA Media                                                                                   | Regionalprogramm               | 95326 Kulmbach                    | DE-BY  |                                       | Oberfranken | Kabelnetze                                                                                                  | |
| münchen.tv                                                  |        | PR: München Live TV Fernsehen                                                                    | Regionalprogramm               | 80807 München                     | DE-BY  | 1993-09                               | München und Oberbayern | DVB-T (München/Voralpenland), Satellit (Astra), Kabelnetze                                                  | seit dem 1. Juli 2005 der Nachfolger von tv.münchen |
| Oberpfalz TV                                                |        | PR: Oberpfalz TV Nord                                                                            | Regionalprogramm               | 92224 Amberg                      | DE-BY  | 1996-03                               | Landkreise Amberg-Sulzbach, Schwandorf, Neustadt an der Waldnaab, Tirschenreuth, kreisfreie Städte Amberg und Weiden in der Oberpfalz | Kabelnetze, Satellit Astra (gemeinsam mit TVA Regensburg)                                                   | |
| Regionalfernsehen Oberbayern                                |        | PR: Regional Fernsehen Oberbayern                                                                | Regionalprogramm               | 83022 Rosenheim                   | DE-BY  | 1987-09                               | Landkreise Rosenheim, Traunstein, Berchtesgadener Land, Mühldorf und Altötting | Kabelnetze, Satellit Astra                                                                                  | gegründet als Regionalfernsehen Rosenheim |
| Niederbayern TV Passau                                      |        | PR: Niederbayern TV                                                                              | Regionalprogramm               | 94036 Passau                      | DE-BY  | 1985-03                               | Passau unn Landkreise Passau, Freyung-Grafenau, Rottal-Inn und Teile des Landkreises Deggendorf | Kabelnetze, Satellit Astra (gemeinsamer Feed „Niederbayern“ mit TRP1, Isar TV und Donau TV)                 | |
| allgäu.tv                                                   |        | PR: Allgäu-TV                                                                                    | Regionalprogramm               | 87437 Kempten (Allgäu)            | DE-BY  | 2000-05                               | Allgäu | DVB-T im lokalen RTL-Fenster, Kabelnetze, Satellit Astra (gemeinsam mit anderen Sendern, Feed „Ulm-Allgäu“) | |
| TV Oberfranken                                              |        | PR: TV Oberfranken                                                                               | Regionalprogramm               | 95028 Hof                         | DE-BY  | 2002-08                               | Oberfranken | Kabelnetze, Satellit Astra                                                                                  | |
| TV Mainfranken (tvm)                                        |        | PR: TV Mainfranken GmbH                                                                          | Regionalprogramm               | 97082 Würzburg                    | DE-BY  | 1988-02                               | Würzburg, Schweinfurt, Aschaffenburg | Satellit (Astra), Kabelnetze                                                                                | Studio Schweinfurt in Sennfeld; gegründet als TV touring |
| TVAktuell                                                   |        | PR: TVA Ostbayern                                                                                | Regionalprogramm               | 93049 Regensburg                  | DE-BY  | 1996-04                               | Ostbayerische Landkreise Regensburg, Straubing-Bogen, Kelheim und Cham | Kabelnetze, Satellit Astra (gemeinsam mit Oberpfalz TV)                                                     | |
| Alex Offener Kanal Berlin (Wedding)                         |        | ÖR: mabb                                                                                         | Offener Kanal                  | 13355 Berlin                      | DE-BE  | 1985-08                               | Berlin, Brandenburg | DVB-T, Kabelnetze                                                                                           | Nachfolger von OKB seit dem 27. Mai 2009 |
| rbb Fernsehen Berlin                                        |        | ÖR: RBB (ARD)                                                                                    | Vollprogramm (regional)        | 14057 Berlin                      | DE-BE  | 2004-02                               | Berlin | DVB-T, Satellit (Astra), Kabelnetze                                                                         | hervorgegangen aus dem SFB1 (vormals B1) des SFB nach Zusammenschluss mit dem ORB-Fernsehen; Abendschau seit 1958 |
| Spreekanal                                                  |        | PR: UV Interactive Services                                                                      | Regionalprogramm               | 10999 Berlin                      | DE-BE  | 1985                                  | Berlin | Kabelnetze                                                                                                  | |
| BFtv                                                        |        | PR: BFtv Bad Freienwalde (Verein)                                                                | Bürgerfernsehen                | 17291 Prenzlau                    | DE-BB  |                                       | Bad Freienwalde (Oder) | Kabelnetze                                                                                                  | |
| KW-TV                                                       |        | PR: KW-tv                                                                                        | Regionalprogramm               | 15745 Wildau                      | DE-BB  | 1998-01                               | Königs Wusterhausen | Kabelnetze (TELTA, Tele Columbus, Kabel Deutschland, Mietho & Bär)                                          | |
| Lausitz TV                                                  |        | PR: Television Cottbus                                                                           | Regionalprogramm               | 03046 Cottbus                     | DE-BB  | 1993-12                               | Cottbus und Landkreis Spree-Neiße | Satellit über BB-MV-LokalTV, Kabelnetze (Kabel Deutschland, Funk und Technik Forst, Teleco)                 | |
| Neiße Welle Guben (NWG)                                     |        | PR: Video & TV                                                                                   | Regionalprogramm               | 03172 Guben                       | DE-BB  | 1998-07                               | Guben und Umland | Kabelnetze                                                                                                  | |
| Oderland.TV                                                 |        | PR: Film- und Fernsehproduktion Rätzel (Stephan Rätzel)                                          | Regionalprogramm               | 15344 Strausberg                  | DE-BB  | 2011-01                               | Oderland | Kabelnetze                                                                                                  | |
| Oder-Spree Fernsehen (OSF)                                  |        | PR: Oder-Spree Fernsehen                                                                         | Regionalprogramm               | 15890 Eisenhüttenstadt            | DE-BB  | 1994-01                               | Landkreis Oder-Spree | Satellit über BB-MV-LokalTV, Kabelnetze                                                                     | |
| OHV TV                                                      |        | PR: Oberhavel Television                                                                         | Regionalprogramm               | 16547 Birkenwerder                | DE-BB  |                                       | Oberhavel | Satellit über BB-MV-LokalTV, Kabelnetze                                                                     | |
| Hauptstadt.TV                                               |        | PR: PotsdamTV                                                                                    | Regionalprogramm               | 14467 Potsdam                     | DE-BB  | 2003-10                               | Potsdam | Satellit über BB-MV-LokalTV, Kabelnetze                                                                     | |
| Usedom TV                                                   |        | PR: MeckPommTV GmbH & Co. KG                                                                     | Regionalprogramm               | 17489 Greifswald                  | DE-MV  | 1995                                  | Insel Usedom, Wolgast, Anklam, Lassan, Rubkow, Ducherow, Ückermünde | Kabelnetze                                                                                                  | |
| rbb Fernsehen Brandenburg                                   |        | ÖR: RBB (ARD)                                                                                    | Vollprogramm (regional)        | 14482 Potsdam                     | DE-BB  | 2004-02                               | Brandenburg | DVB-T, Satellit (Astra), Kabelnetze                                                                         | hervorgegangen aus dem ORB-Fernsehen (nach Zusammenschluss mit dem SFB1, vormals B1, des SFB); Brandenburg aktuell seit 1992 |
| Strausberg TV                                               |        | PR: Rätzel & Ziebell (i. A. BFtv, Verein in Bad Freienwalde)                                     | Regionalprogramm               | 15344 Strausberg                  | DE-BB  | 2011-01                               | Strausberg und Umland | Satellit über BB-MV-LokalTV, Kabelnetze                                                                     | |
| teltOwkanal                                                 |        | PR: Fabian Derlig                                                                                | Regionalprogramm               | 14513 Teltow                      | DE-BB  | 1995-12                               | Teile des Landkreises Teltow-Fläming und Treuenbrietzen im Landkreis Potsdam-Mittelmark | Satellit über BB-MV-LokalTV, Kabelnetze                                                                     | Zusammenschluss von tv-lu, jüterbog-tv, luck-tv, rangsdorf-tv und sabinchen-tv (Januar 2020) |
| WMZ TV                                                      |        | PR: WMZ Werbe- und Medienzentrum                                                                 | Regionalprogramm               | 01979 Lauchhammer                 | DE-BB  | 1992                                  | WMZ TV Lauchhammer: südliches Brandenburg (Altkreis Senftenberg im Lausitzer Seenland); WMZ TV Frankfurt (Senftenberg, Lauchhammer und Frankfurt); WMZ TV Schwarzheide/Ruhland: (Arnsdorf, Peickwitz, Ruhland, Schwarzbach, Schwarzheide); WMZ TV Senftenberg (Senftenberg, Brieske, Großräschen, Hörlitz, Neupetershain, Schipkau, Welzow, Großräschen, Klettwitz und Schipkau) | Satellit über BB-MV-LokalTV, Kabelnetze                                                                     | |
| Radio Bremen TV                                             |        | ÖR: Radio Bremen (ARD)                                                                           | Vollprogramm (regional)        | 28195 Bremen                      | DE-HB  | 2005-01                               | Bremen und Bremerhaven | DVB-T, Satellit Astra, Kabelnetze                                                                           | buten un binnen 1980–2005 im Ersten |
| Radio Weser.TV                                              |        | PR: Radio Weser.TV Bremen Radio Weser.TV Bremerhaven                                             | Bürgerfernsehen                | 28195 Bremen 27576 Bremerhaven    | DE-HB  | 1992-08                               | Bremen / Bremerhaven | Kabelnetze                                                                                                  | |
| Hamburg 1                                                   |        | PR: KG Hamburg 1 Fernsehen                                                                       | Regionalprogramm               | 20148 Hamburg                     | DE-HH  | 1995-03                               | Hamburg | DVB-T, Kabelnetze                                                                                           | |
| NDR HH                                                      |        | ÖR: NDR (ARD)                                                                                    | Vollprogramm (regional)        | 20149 Hamburg                     | DE-HH  | 1993-01                               | Hamburg | DVB-T, Satellit Astra, Kabelnetze                                                                           | auf Sendung seit dem 30. April 2012; erstmals auf Sendung am 4. Januar 1965, zunächst als Testversuch für 14 Wochen (zuvor ab 1954 als Nordwestdeutscher Rundfunk). Daran beteiligt der NDR, Radio Bremen und der damalige SFB, der 1992 ausstieg, um sein eigenes Programm zu gestalten (B1 bzw. später SFB1). 1989–2001 unter dem Titel Norddeutsches Fernsehen N3. Hamburg Journal 1985–93 im Ersten. |
| Tide TV                                                     |        | PR: Kunst- und Mediencampus                                                                      | Offener Kanal, Bürgerfernsehen | 22081 Hamburg                     | DE-HH  | 2004-04                               | Hamburg | Kabelnetze                                                                                                  | |
| noa4                                                        |        | PR: on air new media                                                                             | Regionalprogramm               | 22846 Norderstedt                 | DE-SH  | 2002-06                               | Hamburg | Kabelnetz (wilhelm.tel)                                                                                     | |
| Offener Kanal Fulda                                         |        | ÖR: LPR Hessen                                                                                   | Offener Kanal                  | 36037 Fulda                       | DE-HE  | 1998                                  | Fulda, evtl. Umland? | Kabelnetze                                                                                                  | |
| Offener Kanal Gießen                                        |        | ÖR: LPR Hessen                                                                                   | Offener Kanal                  | 35398 Gießen                      | DE-HE  | 1995                                  | Gießen, evtl. Umland? | Kabelnetze                                                                                                  | |
| Offener Kanal Kassel                                        |        | ÖR: LPR Hessen                                                                                   | Offener Kanal                  | 34117 Kassel                      | DE-HE  | 1992-06                               | Kassel, evtl. Umland? | Kabelnetze                                                                                                  | |
| Offener Kanal Offenbach/Frankfurt                           |        | ÖR: LPR Hessen                                                                                   | Offener Kanal                  | 63067 Offenbach am Main           | DE-HE  |                                       | Region Frankfurt/Offenbach | Kabelnetze                                                                                                  | |
| OF-TV                                                       |        | PR:OFTV                                                                                          | Regionalprogramm               | 63150 Heusenstamm                 | DE-HE  | 2015                                  | Stadt und Kreis Offenbach | Magenta TV, Livestream 24/7                                                                                 | Der erste lokale Fernsehsender in Hessen; für Stadt und Kreis Offenbach |
| Fernsehen in Schwerin („FiSCH-TV“)                          |        | ÖR: mmv                                                                                          | Offener Kanal                  | 19061 Schwerin                    | DE-MV  | 2001                                  | Schwerin und Gadebusch | Kabelnetze                                                                                                  | Außenstelle des Bürgersenders rok-tv |
| Greifswald TV                                               |        | PR: Greifswald TV                                                                                | Regionalprogramm               | 17489 Greifswald                  | DE-MV  | 1995                                  | Großraum Greifswald, Mesekenhagen, Levenhagen, Dersekow, Lubmin, Dargelin, Hanshagen, Züssow, Görmin | Kabelnetze                                                                                                  | |
| Grevesmühlen-TV                                             |        | PR: Verein für Jugendeinrichtungen NWM                                                           | Bürgerfernsehen                | 23936 Grevesmühlen                | DE-MV  | 1995                                  | einzelne Ortsteile von Grevesmühlen | örtl. Kabelnetz                                                                                             | |
| MV1                                                         |        | PR: Juni Media                                                                                   | Regionalprogramm               | 18059 Rostock                     | DE-MV  | 2012-09                               | Mecklenburg-Vorpommern | Kabelnetze                                                                                                  | erstes landesweites Privatfernsehen |
| NDR MV                                                      |        | ÖR: NDR (ARD)                                                                                    | Vollprogramm (regional)        | 19061 Schwerin                    | DE-MV  | 1993-01                               | Mecklenburg-Vorpommern | DVB-T, Satellit Astra, Kabelnetze                                                                           | Nordmagazin seit 1990 |
| neu'eins                                                    |        | PR: neu'eins                                                                                     | Regionalprogramm               | 17033 Neubrandenburg              | DE-MV  | 2001                                  | Neubrandenburg, Burg Stargard, Neuendorf, Chemnitz, Neustrelitz, Altentreptow, Friedland, Waren, Röbel, Malchow, Penzlin, Rechlin, Krakow am See, Malchin, Stavenhagen, Teterow, Gnoien, Neukalen, Dargun, Pasewalk, Strasburg, Löcknitz, Eggesin, Ferdinandshof, Hammer a.d. Uecker, Jatznick, Leopoldshagen, Mönkebude, Torgelow, Ueckermünde                                  | Kabelnetze                                                                                                  | |
| rok-tv                                                      |        | ÖR: mmv                                                                                          | Offener Kanal                  | 18055 Rostock                     | DE-MV  | 1997-11                               | Rostock, Kühlungsborn, Ribnitz-Damgarten und Bützow | Kabelnetze (Kabel Deutschland)                                                                              | |
| Rügen TV & Stralsund TV                                     |        | PR: FAS                                                                                          | Regionalprogramm               | 18439 Stralsund                   | DE-MV  | 2011                                  | Insel Rügen, Großraum Stralsund, Niepars, Lüssow, Jakobsdorf, Steinhagen, Richtenberg, Elmenhorst, Brandshagen | Kabelnetze                                                                                                  | |
| TV-Schwerin                                                 |        | PR: TV M-V                                                                                       | Regionalprogramm               | 19053 Schwerin                    | DE-MV  |                                       | Großraum Schwerin | Kabelnetze                                                                                                  | ehemals aveo.tv |
| Vorpommern TV                                               |        | PR: AEP Plückhahn Service                                                                        | Regionalprogramm               | 17438 Wolgast                     | DE-MV  |                                       | Usedom, Anklam, Wolgast | Kabelnetze                                                                                                  | |
| Wismar TV                                                   |        | PR: mediamare                                                                                    | Regionalprogramm               | 23966 Wismar                      | DE-MV  | 2007                                  | Wismar | Kabelnetze                                                                                                  | |
| Ems TV                                                      |        | PR: ev1.tv                                                                                       | Regionalprogramm               | 49809 Lingen (Ems)                | DE-NI  | 2011-10                               | Emsland und Grafschaft Bentheim | Kabelnetze (analog)                                                                                         | bis Februar 2019 unter dem Namen ev1.tv |
| Friesischer Rundfunk                                        |        | PR: Friesischer Rundfunk                                                                         | Regionalprogramm               | 26446 Friedeburg                  | DE-NI  | 2005-09                               | Nordwestliches Niedersachsen | Kabelnetze                                                                                                  | auf Sendung als Telemediendienst seit dem 1. Oktober 2005 |
| H1                                                          |        | PR: Offener Kanal Hannover e. V. (OK Hannover)                                                   | Bürgerfernsehen                | 30169 Hannover                    | DE-NI  | 1996-09                               | Nordwestliches Niedersachsen | Kabelnetze                                                                                                  | |
| NDR NDS                                                     |        | ÖR: NDR (ARD)                                                                                    | Vollprogramm (regional)        | 30169 Hannover                    | DE-NI  | 1993-01                               | Niedersachsen | DVB-T, Satellit (Astra), Kabelnetze                                                                         | Hallo Niedersachsen 1985–93 im Ersten |
| oldenburg eins                                              |        | PR: Lokalsender Oldenburg (Verein)                                                               | Bürgerfernsehen                | 26122 Oldenburg                   | DE-NI  | 1996-11                               | Oldenburg | Kabelnetze                                                                                                  | |
| os1.tv                                                      |        | PR: os1.tv                                                                                       | Regionalprogramm               | 49074 Osnabrück                   | DE-NI  | 2011-09                               | Osnabrück | Kabelnetze                                                                                                  | |
| Radio Weser.TV                                              |        | PR: Radio Weser.TV Wesermündung Radio Weser.TV Umland von Bremen                                 | Bürgerfernsehen                | 26954 Nordenham 27749 Delmenhorst | DE-NI  | 2008-04                               | Bremerhavener Umland / Umland von Bremen (u. a. Stuhr, Delmenhorst) | Kabelnetze                                                                                                  | |
| regiotv                                                     |        | PR: regiotv                                                                                      | Regionalprogramm               | 49393 Lohne                       | DE-NI  | 2011-09                               | Landkreis Osnabrück | Kabelnetze (analog und digital)                                                                             | seit dem 1. April 2008 als Telemediendienst |
| TV38                                                        |        | PR: TV38 (Verein)                                                                                | Bürgerfernsehen                | 38444 Wolfsburg                   | DE-NI  | 1996-07                               | Nordharz, Salzgitter, Wolfenbüttel, Braunschweig und Wolfsburg bis hinauf ins Heidevorland | Kabelnetze (analog und digital)                                                                             | |
| NRWision                                                    |        | PR: Institut für Journalistik der TU Dortmund                                                    | Bürgerfernsehen                | 44227 Dortmund                    | DE-NW  | 2009-07                               | Nordrhein-Westfalen | Kabelnetze                                                                                                  | auf Sendung seit 07/2009 (ehemals TV-Lernsender.NRW) |
| Studio 47                                                   |        | PR: Studio 47                                                                                    | Vollprogramm (regional)        | 47059 Duisburg                    | DE-NW  | 2006-03                               | Duisburg, Moers, Dinslaken, Rheinberg, Hünxe, Kamp-Lintfort, Neukirchen-Vluyn, Oberhausen, Mülheim an der Ruhr, Wesel, Voerde, Hamminkeln, Schermbeck, Rees, Rheurdt und Alpen (Niederrhein) | Kabelnetze (analog und digital)                                                                             | auf Sendung erstmals in Duisburg und Düsseldorf-Angermund, seit 03/2010 auch im südlichen Kreis Wesel Rheurdt (Kreis Kleve), seit 01/2018 im nördlichen Kreis Wesel im westlichen Ruhrgebiet und Rees (Kreis Kleve). |
| WDR Fernsehen Aachen                                        |        | ÖR: WDR (ARD)                                                                                    | Vollprogramm (regional)        | 52064 Aachen                      | DE-NW  | 1996-11                               | Städteregion Aachen, Kreis Heinsberg, Kreis Düren, Euregio Maas-Rhein, Nordeifel | DVB-T2, Satellit (Astra), Kabelnetze                                                                        | auf Sendung seit dem 17. Dezember 1965, zuvor ab 1954 als Regionalfensterprogramm des Nordwestdeutscher Rundfunk, Deutsches Fernsehen. Danach vom 4. Januar 1988 bis 31. Dezember 1993(?) als West 3 bekannt; seit dem 4. November 1996 aus Aachen, zuvor aus Köln. |
| WDR Fernsehen Wuppertal                                     |        | ÖR: WDR (ARD)                                                                                    | Vollprogramm (regional)        | 42103 Wuppertal                   | DE-NW  | 1996-04                               | Bergisches Land | DVB-T2, Satellit (Astra), Kabelnetze                                                                        | |
| WDR Fernsehen Bonn                                          |        | ÖR: WDR (ARD)                                                                                    | Vollprogramm (regional)        | 53175 Bonn                        | DE-NW  | 2007-02                               | Südliches NRW | DVB-T2, Satellit (Astra), Kabelnetze                                                                        | |
| WDR Fernsehen Dortmund                                      |        | ÖR: WDR (ARD)                                                                                    | Vollprogramm (regional)        | 44225 Dortmund                    | DE-NW  | 1984-10                               | hauptsächlich östliches Ruhrgebiet | DVB-T2, Satellit (Astra), Kabelnetze                                                                        | |
| WDR Fernsehen Duisburg                                      |        | ÖR: WDR (ARD)                                                                                    | Vollprogramm (regional)        | 47059 Duisburg                    | DE-NW  | 2007-02                               | Duisburg, Kreis Kleve, Kreis Wesel | DVB-T, Satellit (Astra), Kabelnetze                                                                         | |
| WDR Fernsehen Düsseldorf                                    |        | ÖR: WDR (ARD)                                                                                    | Vollprogramm (regional)        | 40221 Düsseldorf                  | DE-NW  | 1984-10                               | hauptsächlich südwestliches Ruhrgebiet | DVB-T2, Satellit (Astra), Kabelnetze                                                                        | |
| WDR Fernsehen Köln                                          |        | ÖR: WDR (ARD)                                                                                    | Vollprogramm (regional)        | 50667 Köln                        | DE-NW  | 1984-10                               | Großraum Köln und Kölner Bucht | DVB-T2, Satellit (Astra), Kabelnetze                                                                        | |
| WDR Fernsehen Münster                                       |        | ÖR: WDR (ARD)                                                                                    | Vollprogramm (regional)        | 48155 Münster                     | DE-NW  | 1984-10                               | Münsterland | DVB-T2, Satellit (Astra), Kabelnetze                                                                        | |
| WDR Fernsehen Bielefeld                                     |        | ÖR: WDR (ARD)                                                                                    | Vollprogramm (regional)        | 33604 Bielefeld                   | DE-NW  | 1984-10                               | Ostwestfalen-Lippe | DVB-T2, Satellit (Astra), Kabelnetze                                                                        | |
| WDR Fernsehen Essen                                         |        | ÖR: WDR (ARD)                                                                                    | Vollprogramm (regional)        | 45127 Essen                       | DE-NW  | 1984-10                               | mittleres Ruhrgebiet | DVB-T2, Satellit (Astra), Kabelnetze                                                                        | |
| WDR Fernsehen Siegen                                        |        | ÖR: WDR (ARD)                                                                                    | Vollprogramm (regional)        | 57072 Siegen                      | DE-NW  | 1992                                  | Südwestfalen | DVB-T2, Satellit (Astra), Kabelnetze                                                                        | |
| OKTV Südwestpfalz                                           |        | PR: :OKTV Südwestpfalz (Verein im öffentl.-rechtl. Programmauftrag)                              | Offener Kanal                  | 66976 Rodalben                    | DE-RP  |                                       | Rodalben, Pirmasens, Zweibrücken, Hauenstein (Pfalz), Dahn | Kabel | |
| naheTV                                                      |        | PR: Offener Kanal Idar-Oberstein/Herrstein (Verein im öffentl.-rechtl. Programmauftrag)          | Offener Kanal                  | 55743 Idar-Oberstein              | DE-RP  |                                       | Region Nahetal Idar-Oberstein – Kirn – Bad Sobernheim – Bad Kreuznach – Bingen, Hunsrück | Kabel | |
| Offener Kanal Kirchheimbolanden                             |        | PR: Offener Kanal Kirchheimbolanden (Verein im öffentl.-rechtl. Programmauftrag)                 | Offener Kanal                  | 67292 Kirchheimbolanden           | DE-RP  |                                       | Kirchheimbolanden | Kabel | |
| RheinLokal                                                  |        | PR: Offener Kanal Worms (Verein im öffentl.-rechtl. Programmauftrag)                             | Offener Kanal                  | 67547 Worms                       | DE-RP  |                                       | Region Vorderpfalz | Kabel | |
| OK Weinstraße                                               |        | PR: Offener Kanal Weinstraße (Vereine im öffentl.-rechtl. Programmauftrag)                       | Offener Kanal                  | 67433 Neustadt an der Weinstraße  | DE-RP  | 2012-05                               | Neustadt an der Weinstraße, Haßloch, Landau in der Pfalz | Kabelnetze                                                                                                  | |
| OK-KL                                                       |        | PR: Offener Kanal Kaiserslautern (Verein im öffentl.-rechtl. Programmauftrag)                    | Offener Kanal                  | 67655 Kaiserslautern              | DE-RP  |                                       | von Schönenberg-Kübelberg bis Eisenberg bzw. von Rockenhausen, Wolfstein und Kusel bis Landstuhl | Kabel | |
| OK:TV Mainz                                                 |        | PR: L:OKAL – Fernsehen & Medienbildung (Vereine im öffentl.-rechtl. Programmauftrag)             | Offener Kanal                  | 55122 Mainz                       | DE-RP  |                                       | Mainz und Rheinhessen | Kabel | Mit Beiträgen von Campus TV Mainz |
| OK54 Bürgerrundfunk                                         |        | PR: Offener Kanal Trier (Verein im öffentl.-rechtl. Programmauftrag)                             | Offener Kanal                  | 54292 Trier                       | DE-RP  |                                       | Trier, Eifel, Saar, Mosel | Kabel (DVB-C, HD via HbbTV), IPTV, Satellit (Astra, via HbbTV), DVB-T2 HD (via HbbTV)                       | Mit Programmfenstern von OK-TV Wittlich und OK-TV Bitburg |
| OK-TV Ludwigshafen                                          |        | ÖR: Landeszentrale für Medien und Kommunikation Rheinland-Pfalz (LMK)                            | Offener Kanal                  | 67063 Ludwigshafen am Rhein       | DE-RP  |                                       | Region Vorderpfalz | Kabel, IPTV                                                                                                 | |
| OK4                                                         |        | PR: OK4 (Vereine im öffentl.-rechtl. Programmauftrag)                                            | Offener Kanal                  | 56077 Koblenz                     | DE-RP  |                                       | Region Mittelrhein und Westerwald mit den umliegenden Städten und Gemeinden | Gemeinschaftsprogramm Kabel                                                                                 | Zum Verbund gehören vier Studios in Adenau, Andernach, Koblenz und Neuwied |
| rheinahr.tv                                                 |        | PR: rheinahr.tv                                                                                  | Regionalprogramm               | 53489 Sinzig                      | DE-RP  |                                       | Rhein-Ahr-Region | Kabel | |
| Rhein-Neckar Fernsehen                                      |        | PR: Rhein-Neckar Fernsehen                                                                       | Regionalprogramm               | 68167 Mannheim                    | DE-RP  |                                       | Ballungsraum Metropolregion Rhein-Neckar | Satellit, Kabel (analog/digital)                                                                            | Mit Beiträgen von Campus-TV Universität Mannheim |
| SWR Fernsehen RP                                            |        | ÖR: SWR (ARD)                                                                                    | Vollprogramm (regional)        | 55122 Mainz                       | DE-RP  | 1969                                  | Rheinland-Pfalz | DVB-T, Satellit (Astra), Kabelnetze                                                                         | auf Sendung seit dem 5. April 1969 als Südwest 3 als Gemeinschaftsprogramm von SDR, SWF und SR, bis zum 10. September 2006 als „Südwest Fernsehen“ bekannt. Heute mit den Regionalversionen SWR Baden-Württemberg und SWR Rheinland-Pfalz; HD seit dem 30. April 2012 |
| TV Mittelrhein                                              |        | PR: TVM/WWTV Lizenz- und Produktionsges.                                                         | Regionalprogramm               | 56182 Urbar bei Koblenz           | DE-RP  | 2006                                  | Koblenz, Mittelrhein, Mosel | Satellit, Kabel (analog/digital)                                                                            | |
| wwtv                                                        |        | PR: TVM/WWTV Lizenz- und Produktionsges.                                                         | Regionalprogramm               | 53489 Sinzig                      | DE-RP  | 1994                                  | Westerwald | Satellit, Kabel (analog/digital)                                                                            | |
| Coswiger Infokanal K3                                       |        | PR: Coswiger Infokanal – K3                                                                      | Regionalprogramm               | 01640 Coswig                      | DE-SN  | 1996-01                               | Coswig | Kabel analog                                                                                                | |
| Dresden Fernsehen                                           |        | PR: Sachsen Fernsehen                                                                            | Regionalprogramm               | 04103 Leipzig                     | DE-SN  | 1996-06                               | Dresden und Umgebung | DVB-T, Kabel                                                                                                | |
| Dresdeneins                                                 |        | PR: Elb TV Film- und Fernsehproduktionsges.                                                      | Regionalprogramm               | 01067 Dresden                     | DE-SN  |                                       | Großraum Dresden | Kabelnetz digital                                                                                           | |
| eff 3                                                       |        | PR: eff 3 Programm- und Austauschges.                                                            | Regionalprogramm               | 09599 Freiberg                    | DE-SN  | 1994-04                               | Freiberg | Kabel analog                                                                                                | |
| Lausitzwelle                                                |        | PR: SGS Rundfunkgesellschaft                                                                     | Regionalprogramm               | 02977 Hoyerswerda                 | DE-SN  | 1992-12                               | Hoyerswerda, Kamenz, Radeberg (Süd) und weitere Orte in der Umgebung | Kabel analog und digital                                                                                    | Lokales Fernseh-Kabeltextprogramm |
| eRtv – euro-Regional tv                                     |        | PR: Videopro – euro-Regional tv (Christian Wiesner)                                              | Regionalprogramm               | 02827 Görlitz                     | DE-SN  |                                       | Görlitz und Umgebung | DVB-T | |
| Infokanal Crimmitschau                                      |        | PR: Katrin Hildebrandt                                                                           | Regionalprogramm               | 08459 Neukirchen/Pleiße           | DE-SN  | 2002-04                               | Crimmitschau (Innenstadt, Westberg) | Kabel analog                                                                                                | Lokales Kabeltext- und Videoprogramm |
| Kabeljournal Flöha                                          |        | PR: KabelJournal                                                                                 | Regionalprogramm               | 09247 Chemnitz (OT Röhrsdorf)     | DE-SN  | 1992-09                               | Landkreis Flöha | Kabelnetze analog                                                                                           | Sitz des Anbieters KabelJournal: Grünhain-Beierfeld |
| KabelJournal Chemnitzer-Land                                |        | PR: KabelJournal                                                                                 | Regionalprogramm               | 09247 Chemnitz (OT Röhrsdorf)     | DE-SN  | 1992-09                               | Westerzgebirge | Kabel analog                                                                                                | lizenziert als ERZ-TV Annaberg-Buchholz, Erstzulassung: als Stadtfernsehen Annaberg-Buchholz; Sitz des Anbieters KabelJournal: Grünhain-Beierfeld |
| kanal 8 – dresden                                           |        | PR: Fernsehen in Dresden                                                                         | Regionalprogramm               | 02943 Weißwasser                  | DE-SN  | 2009-04                               | Dresden und Umgebung | DVB-T, Kabel digital                                                                                        | |
| kanal 8 – sport                                             |        | PR: Sachsen Fernsehen                                                                            | Regionalprogramm               | 04103 Leipzig                     | DE-SN  | 2010-04                               | Dresden | Kabel digital                                                                                               | |
| Kanal 9 Erzgebirge                                          |        | PR: Kabel-TV Marketing                                                                           | Regionalprogramm               | 09618 Brand-Erbisdorf             | DE-SN  | 1998-07                               | Stollberg und Umgebung | Kabel (analog und teilw. digital)                                                                           | |
| Kanal Eins                                                  |        | PR: Regionalfernsehen Kanal Eins                                                                 | Regionalprogramm               | 09366 Stollberg/Erzgeb.           | DE-SN  | 2000-12                               | Stollberg und Umgebung | Kabel analog                                                                                                | |
| Leipzig Fernsehen                                           |        | PR: Sachsen Fernsehen Verwaltungsges.                                                            | Regionalprogramm               | 04103 Leipzig                     | DE-SN  | 1995-10                               | Leipzig und Umgebung | Leipzig: DVB-T und Kabel (Primacom)                                                                         | |
| MDR Fernsehen Sachsen                                       |        | ÖR: MDR (ARD)                                                                                    | Vollprogramm (regional)        | 04275 Leipzig                     | DE-SN  | 1992-01                               | Sachsen | DVB-T, Satellit (Astra), Kabelnetze                                                                         | Sachsenspiegel |
| Mittel Erzgebirgs Fernsehen                                 |        | PR: Regional-Fernsehen Mittelerzgebirge – MEF                                                    | Regionalprogramm               | 09496 Marienberg                  | DE-SN  | 1998-07                               | Mittleres Erzgebirge | Kabel analog                                                                                                | |
| Mittelsachsen TV                                            |        | PR: Mittelsachsen TV                                                                             | Regionalprogramm               | 09648 Mittweida                   | DE-SN  | 1999-11                               | Mittweida und Umgebung | DVB-T, Mittweida: Kabel analog                                                                              | |
| mwdigital                                                   |        | PR: AMAK AG – Akademie für multimediale Ausbildung und Kommunikation an der Hochschule Mittweida | Ausbildungskanal               | 09648 Mittweida                   | DE-SN  | 2005-03                               | Mittweida und Umgebung | DVB-T, Mittweida: Kabel digital                                                                             | |
| Nordsachsen TV                                              |        | PR: FVN Fernseh- und Videogesellschaft Nordsachsen                                               | Regionalprogramm               | 04509 Delitzsch                   | DE-SN  | 1995-02                               | Bad Düben, Delitzsch (Nord, Ost), Doberschütz, Eilenburg (Mitte, Berg, Ost), Rackwitz, Wurzen | Kabelnetz analog                                                                                            | |
| Pirna TV/Prohlis TV                                         |        | PR: PTV – Fernseh- und Multimediagesellschaft                                                    | Regionalprogramm               | 01796 Pirna                       | DE-SN  | 1994-11                               | Dresden (Leubnitzhöhe, Leubnitz, Prohlis, Reick), Pirna | Kabel digital                                                                                               | Erstzulassung: Erstzulassung unter dem Namen PTV, heute Weiterführung der Lizenz der PTV Prohlis-Television |
| punkteins oberlausitz TV                                    |        | PR: OL-Regionalfernsehges.                                                                       | Regionalprogramm               | 02763 Zittau                      | DE-SN  | 1994-11                               | Oberlausitz (Löbau, Zittau und Umgebung) | Kabelnetz analog                                                                                            | |
| Regio TV Borna                                              |        | PR: Regio-TV Borna Fernsehen & Videoproduktionen                                                 | Regionalprogramm               | 04552 Borna                       | DE-SN  | 1997-04                               | Landkreis Leipziger Land | Kabel analog                                                                                                | |
| Riesa TV                                                    |        | PR: Saxn-Media                                                                                   | Regionalprogramm               | 01587 Riesa                       | DE-SN  | 2002-02                               | Teile von Großenhain, Nünchritz, Riesa, Teile von Zeithain | Kabel digital                                                                                               | |
| Sachsen Fernsehen                                           |        | PR: F.i.S. Fernsehen in Sachsen                                                                  | Regionalprogramm               | 09111 Chemnitz                    | DE-SN  |                                       | Großraum um Chemnitz, Dresden, Leipzig und Plauen | Kabelnetze (Primacom)                                                                                       | |
| TV Westsachsen (TV W)                                       |        | PR: TeleVision Zwickau                                                                           | Regionalprogramm               | 08056 Zwickau                     | DE-SN  | 2006-02                               | Teile des Landkreises Zwickau und des Vogtlandkreises | DVB-T, Kabel (digital & analog)                                                                             | |
| Torgau TV                                                   |        | PR: Torgau-TV                                                                                    | Regionalprogramm               | 04860 Torgau                      | DE-SN  | 1994-11                               | Torgau und Umgebung | Kabelnetz                                                                                                   | |
| TV Zwönitztal/tele-Journal                                  |        | PR: Brigitte Nestler                                                                             | Regionalprogramm               | 09380 Thalheim                    | DE-SN  |                                       | Thalheim/Erzgeb. und Umgebung | Kabel analog                                                                                                | |
| TV-Laußig                                                   |        | PR: Hans-Georg Marschner                                                                         | Regionalprogramm               | 04838 Laußig                      | DE-SN  | 1992-12                               | Laußig und Schwemsal | Kabel, zusätzlich über Nordsachsen TV                                                                       | |
| tvM Meissen Fernsehen                                       |        | PR: Interessengemeinschaft tvM (Verein)                                                          | Bürgerfernsehen                | 01662 Meißen                      | DE-SN  | 2006-02                               | Nossen, Dresden | Kabel analog (Nossen) und Kabel digital (VKD)                                                               | |
| kulturmdTV                                                  |        | PR: kulturmd InternetTV- & Fernsehproduktion                                                     | Information (regionale Kultur) | 39110 Magdeburg                   | DE-ST  | 2009-10                               | Magdeburg | Kabelnetze                                                                                                  | im Internet auf Sendung seit Ende 2001 |
| MDF.1                                                       |        | PR: Stefan Richter                                                                               | Regionalprogramm               | 39221 Welsleben                   | DE-ST  | 1997-12                               | Magdeburg und Umgebung | DMB, Kabelnetze                                                                                             | |
| MDR Fernsehen Sachsen-Anhalt                                |        | ÖR: MDR (ARD)                                                                                    | Vollprogramm (regional)        | 39114 Magdeburg                   | DE-ST  | 1992-01                               | Sachsen-Anhalt | DVB-T, Satellit (Astra), Kabelnetze                                                                         | Sachsen-Anhalt heute |
| Offener Kanal Magdeburg                                     |        | PR: Offener Kanal Magdeburg (Verein im öffentl.-rechtl. Programmauftrag)                         | Offener Kanal                  | 39108 Magdeburg                   | DE-ST  |                                       | nördl. Sachsen-Anhalt, darunter in Schönebeck, Staßfurt, Calbe, Wolmirsleben sowie in der Harzregion mit Halberstadt, Quedlinburg und Wernigerode | Kabelnetze (VKD, MDCC)                                                                                      | |
| Offener Kanal Merseburg-Querfurt                            |        | PR: Offener Kanal Merseburg-Querfurt (Verein im öffentl.-rechtl. Programmauftrag)                | Offener Kanal                  | 06217 Merseburg                   | DE-ST  |                                       | Merseburg, Leuna, Bad Dürrenberg und Günthersdorf | Kabelnetze                                                                                                  | |
| Offener Kanal Wettin                                        |        | PR: WTV – Der Offene Kanal aus Wettin (Verein im öffentl.-rechtl. Programmauftrag)               | Offener Kanal                  | 06193 Wettin-Löbejün              | DE-ST  |                                       | Wettin | Kabel | |
| punktum                                                     |        | PR: Punktum-Fernsehges.                                                                          | Regionalprogramm               | 06333 Hettstedt                   | DE-ST  |                                       | Mansfeld, Südharz und Querfurt | Kabel | |
| RAN1                                                        |        | PR: Ran1 Rundfunkgesellschaft Anhalt                                                             | Regionalprogramm               | 06844 Dessau-Roßlau               | DE-ST  |                                       | Anhalt-Bitterfeld, Dessau und Umgebung | DVB-T, Kabelnetze                                                                                           | |
| Regionalfernsehen Bitterfeld-Wolfen (RBW Regionalfernsehen) |        | PR: RBW Fernsehgesellschaft                                                                      | Regionalprogramm               | 06749 Bitterfeld-Wolfen           | DE-ST  | 1997-10                               | Region Anhalt-Bitterfeld | DVB-T, HbbTV (Lokal-TV-Portal), Kabel                                                                       | weitere Studios in Lutherstadt Wittenberg und Köthen |
| RFH                                                         |        | PR: RFH Regionalfernsehen Harz                                                                   | Regionalprogramm               | 38820 Halberstadt                 | DE-ST  | 1997-10                               | Harzkreis | Kabel (analog und digital)                                                                                  | |
| TV Halle                                                    |        | PR: TV Halle Fernsehgesellschaft                                                                 | Regionalprogramm               | 06112 Halle (Saale)               | DE-ST  | 1998-04                               | Halle und Umgebung | DVB-T, Kabelnetze                                                                                           | |
| NDR SH                                                      |        | ÖR: NDR (ARD)                                                                                    | Vollprogramm (regional)        | 24103 Kiel                        | DE-SH  | 1993-01                               | Schleswig-Holstein | DVB-T, Satellit Astra, Kabelnetze                                                                           | Schleswig-Holstein Magazin 1985–93 im Ersten |
| Kiel TV                                                     |        | ÖR: Offener Kanal Schleswig-Holstein                                                             | Offener Kanal                  | 24113 Kiel                        | DE-SH  | 1991-12                               | Kiel und weitere Orte im Sendegebiet des Kieler Kabelnetz | Kabel | |
| Offener Kanal Flensburg                                     |        | ÖR: Offener Kanal Schleswig-Holstein                                                             | Offener Kanal                  | 24937 Flensburg                   | DE-SH  | 1995-06                               | Flensburg und weitere Orte im Sendegebiet des Flensburger Kabelnetz | Kabel | |
| Bad Berka TV                                                |        | PR: IG Gemeinschaftsantenne (Verein)                                                             | Regionalprogramm               | 99438 Bad Berka                   | DE-TH  | 1999-01                               | Bad Berka | Kabelnetze (IG Gemeinschaftsantenne, analog und digital)                                                    | |
| JenaTV                                                      |        | PR: TV Produktions- und Betriebsgesellschaft                                                     | Regionalprogramm               | 07743 Jena                        | DE-TH  | 1998-06                               | Jena, Stadtroda, Gera, Greiz, Schleiz | Kabelnetze (VKD digital, Antennenanlage „Am Steinborn“ analog)                                              | |
| Kabel Plus                                                  |        | PR: GGA „Oberes Sprottental“                                                                     | Regionalprogramm               | 04626 Schmölln                    | DE-TH  | 1998                                  | Altkirchen, Schmölln und Umgebung | Kabelnetze (analog)                                                                                         | |
| MDR Fernsehen Thüringen                                     |        | ÖR: MDR (ARD)                                                                                    | Vollprogramm (regional)        | 99080 Erfurt                      | DE-TH  | 1992-01                               | Thüringen | DVB-T, Satellit (Astra), Kabelnetze                                                                         | MDR Thüringen Journal |
| Rennsteig.TV                                                |        | PR: Rennsteig TV                                                                                 | Regionalprogramm               | 98527 Suhl                        | DE-TH  | 2007-12                               | Suhl, Oberhof, Hildburghausen, Schleusingen und Umgebung | Kabelnetze (VKD analog und digital)                                                                         | |
| Saale-Info-Kanal                                            |        | PR: Saale-Info-Kanal                                                                             | Regionalprogramm               | 07318 Saalfeld                    | DE-TH  | 1997-11                               | Saalfeld, Rudolstadt | Kabelnetze (VKD, Primacom; analog)                                                                          | |
| salve.tv                                                    |        | PR: salve.tv (toskanaworld)                                                                      | Regionalprogramm               | 99084 Erfurt                      | DE-TH  | 2004-04                               | Erfurt, Arnstadt, Weimar, Apolda | Kabelnetze (analog und digital; VKD, Telecolumbus)                                                          | Sendestart Erfurt: 04/2010 |
| Stadtkanal Steinach                                         |        | PR: ?                                                                                            | Regionalprogramm               | 96523 Steinach (Thüringen)        | DE-TH  | 1997-05                               | Steinach | Kabelnetz (analog, digital)                                                                                 | |
| Südthüringer Regionalfernsehen (SRF)                        |        | PR: Südthüringer Regionalfernsehen                                                               | Regionalprogramm               | 96515 Sonneberg                   | DE-TH  | 1999-05                               | Landkreise Schmalkalden-Meiningen, Sonneberg, Saalfeld-Rudolstadt, Wartburgkreis, Ilm-Kreis | Kabelnetze (VKD analog)                                                                                     | |
| Telemedien Rudolstadt                                       |        | PR: Telemedien Rudolstadt                                                                        | Regionalprogramm               | 07407 Rudolstadt                  | DE-TH  | 2014?                                 | noch keine offizielle Angabe durch die TLM | Kabelnetze (VKD digital, Antennenanlage „Am Steinborn“ analog)                                              | TLM-Lizenz erteilt, Sendestart noch nicht erfolgt (im Internet erstmals am 4. Juni 2014) |
| Altenburg TV (ABG TV)                                       |        | PR: GML Mediengesellschaft                                                                       | Regionalprogramm               | 04600 Altenburg                   | DE-TH  | 1998-06                               | Altenburg, Meuselwitz, Schmölln | Kabelnetze (analog), HbbTV (Satellit); in Schmölln über Kabel plus                                          | Sendestart: 06/1998 |